# Парсек
Парсек (означение pc) е извънсистемна единица за разстояние, използвана за измерване на големи разстояния между астрономически обекти извън Слънчевата система. Парсекът се равнява на разстоянието, от което отсечка с дължина една астрономическа единица (практически равна на средния радиус на орбитата на Земята около Слънцето), перпендикулярна на зрителния лъч, се вижда под ъгъл от една дъгова секунда (1″), тоест има паралакс от една секунда. От това определение идва и наименованието на единицата („паралакс от една дъгова секунда“).
1 pc = 648 000/π au ≈ 206 264,8 au
Парсекът е равен приблизително на 3,26 светлинни години или на 3,0857×1016 m (около 31 трилиона километра). Използват се и кратни единици: килопарсек (kpc), мегапарсек (Mpc), гигапарсек (Gpc). Дробни единици на практика не се използват, тъй като вместо тях се използва астрономическата единица.
Най-близката звезда – Проксима Кентавър е на около 1,3 парсека (4,2 светлинни години) от Слънцето. Повечето от звездите, които могат да се видят с невъоръжено око на нощното небе, са на около 500 парсека от Слънцето.
През август 2015 г. Международният астрономически съюз приема Резолюция B2, която, като част от определението за стандартизирана абсолютна и явна болометрична скала, споменава съществуващо изрично определение за парсек като точно 648000π астрономически единици, или приблизително 3,085 677 581 491 37×1016 m (въз основа на точната SI дефиниция на МАС 2012 на астрономическата единица). Това съответства на малката ъглова дефиниция на парсека, открита в много съвременни астрономически препратки.

## История и деривация
Парсекът е дефиниран като равен на дължината на по-дългата страна на изключително удължен въображаем правоъгълен триъгълник в пространството. Двете измерения, на които се основава този триъгълник, са по-късата му страна, дължината на една астрономическа единица (средното разстояние Земя-Слънце) и ъгълът на върха, противоположен на тази страна. Прилагайки правилата на тригонометрията към тези две стойности, може да бъде получена единичната дължина на другата страна на триъгълника (парсека).
Един от най-старите методи, използвани от астрономите за изчисляване на разстоянието до звезда, е да се изчисли разликата в ъгъла между две измервания на позицията на звездата в небето. Първото измерване се взима от Земята от едната страна на Слънцето, а второто – около половин година по-късно, когато Земята е на противоположната страна на Слънцето. Разстоянието между двете позиции на Земята при двете измервания е два пъти по-голямо от разстоянието между Земята и Слънцето.

### Измерване стойността на един парсек
На диаграмата по-горе S представлява Слънцето, а E – Земята в една точка в орбитата си. Така разстоянието ES е една астрономическа единица (AU). Ъгълът SDE е една дъгова секунда (13600 от един градус), така че по дефиниция D е точка в пространството на разстояние от един парсек от Слънцето. Чрез тригонометрия разстоянието SD се изчислява по следния начин:
{\displaystyle \mathrm {SD} ={\frac {\mathrm {ES} }{\tan 1''}}}
{\displaystyle \mathrm {SD} \approx {\frac {\mathrm {ES} }{1''}}={\frac {1\,{\mbox{AU}}}{{\frac {1}{60\times 60}}\times {\frac {\pi }{180}}}}={\frac {648\,000}{\pi }}\,{\mbox{AU}}\approx 206\,264.81{\mbox{ AU}}}
Тъй като астрономическата единица е дефинирана като 149 597 870 700 m, може да се изчисли следното:
| 1 парсек | ≈ 206 264,806 247 096 астрономически единици |
| 1 парсек | ≈ 30,856 775 815 трилиона km                 |
| 1 парсек | ≈ 3,2615 637 77 светлинни години             |

Едно следствие твърди, че парсек е също разстоянието, от което трябва да се гледа един диск с диаметър една астрономическа единица, за да има ъглов диаметър от една секунда (чрез поставяне на наблюдателя в D и диаметър на диска ES).
Математически за да се изчисли разстоянието, получено от ъгловите измервания от инструментите в ъглови секунди, формулата ще бъде:
{\displaystyle Distance_{star}={\frac {Distance_{earth-sun}}{\tan {\frac {\theta }{3600}}}}},
където θ е измереният ъгъл в дъгови секунди, Distanceearth-sun е константа (1 AU или 1,5813×10−5 светлинни години).